# Tetra Pak
Tetra Pak (произносится Тетра Пак) — шведско-швейцарская транснациональная компания, производящая упаковку, упаковочные автоматы и оборудование для переработки жидких пищевых продуктов, а также оборудование для групповой упаковки.
Tetra Pak была основана в 1951 году Рубеном Раусингом (швед. Ruben Rausing) в Лунде (Швеция) как подразделение компании Åkerlund & Rausing, а в основу её деятельности было положено изобретение Эрика Валленберга — тетраэдрическая упаковка, в честь которой и назвали предприятие. Коммерческий успех пришёл к Tetra Pak в 1960-е и 1970-е годы, после появления упаковки Tetra Brik и асептической технологии. Это существенно упростило систему доставки и хранения продуктов. С начала 1950-х годов и до середины 1990-х компанию возглавляли двое сыновей Рубена Раусинга, Ханс и Гэд, которые из семейного бизнеса, в котором в 1954 году работали шесть сотрудников, создали буквально транснациональную корпорацию.
Сейчас Tetra Pak — это крупнейший в мире по объёму продаж производитель упаковки для пищевых продуктов, работающий более чем в 170 странах и имеющий более 22 тысяч сотрудников (по данным на 2011 год). Компания является частью швейцарского концерна Tetra Laval, наряду с компанией DeLaval, поставщиком оборудования для молочных ферм, и Sidel — производителем пластиковых бутылок. Штаб-квартиры компании расположены в Лунде (Швеция) и Лозанне (Швейцария).

## История

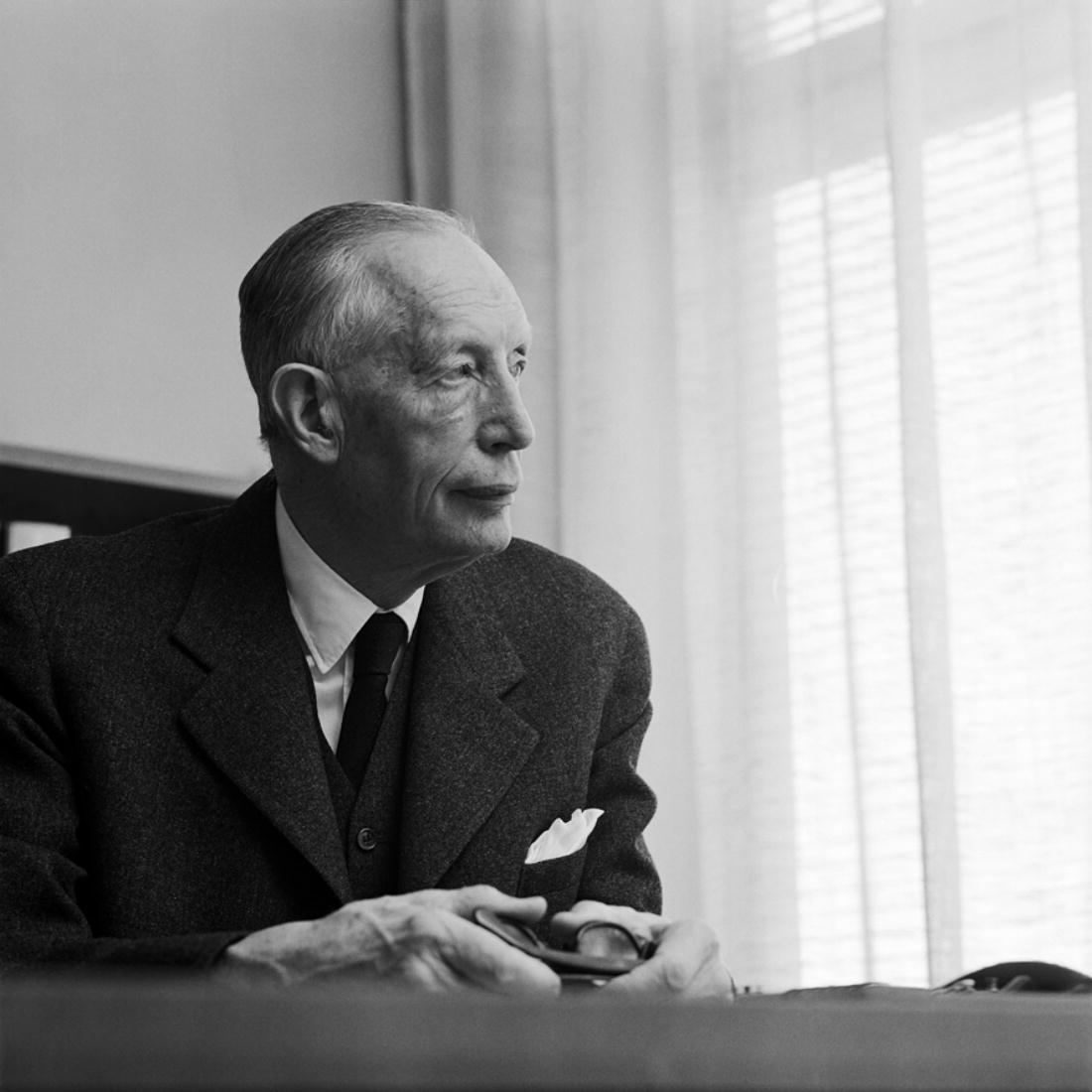
Основатель компании Рубен Раусинг

Tetra Pak была создана в 1951 году в качестве подразделения компании Åkerlund & Rausing, основанной в городе Мальмё в 1929 году Рубеном Раусингом и Эриком Окерлундом и производившей картонную упаковку для продуктов. Рубен Раусинг, учившийся в Нью-Йорке в начале 1920-х годов, впервые увидел в Америке продуктовые магазины самообслуживания, неизвестные в то время в Европе, и понял, что за первичной упаковкой — будущее розничной торговли продовольственными товарами. Это был более гигиеничный и практичный способ дистрибуции основных продуктов питания, чем принятая в то время в Европе продажа из-за прилавка товаров, завёрнутых в бумагу или разлитых в громоздкие стеклянные бутылки. В конце 1920-х годов совместно с промышленником Эриком Окерлундом он купил пришедшую в упадок фабрику по производству упаковки в Мальмё. Åkerlund & Rausing стала первой упаковочной компанией в Скандинавии, а впоследствии — крупнейшим производителем картонной упаковки для сухих пищевых продуктов. Однако первоначально Åkerlund & Rausing не была особенно прибыльной, и в 1933 году Окерлунд продал свою долю Раусингу, который стал единоличным владельцем бизнеса.

### Становление
Åkerlund & Rausing производила различные виды бумажной упаковки для сухих пищевых продуктов, но Раусинг также намеревался найти способ фасовки жидкостей, например, молока и сливок, и тратил значительные средства на разработку такой упаковки. Необходимо было обеспечить оптимальную сохранность продукта и его гигиеничность, а также эффективность дистрибуции, используя минимальное количество материала.
В 1943 году лаборатория Åkerlund & Rausing начала разработку картонной упаковки для молока, и в 1944 году Эрику Валленбергу, исполнявшему на тот момент обязанности главы исследовательской лаборатории, пришла в голову идея сконструировать упаковку в форме тетраэдра из бумажного цилиндра. Замысел был простым и эффективным: материал был задействован оптимальным образом. Преодолев первоначальные сомнения, Раусинг осознал потенциал такой упаковки и 27 марта 1944 года подал заявку на выдачу патента. До конца десятилетия сотрудники компании занимались разработкой пригодных для упаковки материалов и решением технических проблем — таких как розлив, запечатывание и дистрибуция.
Считается, что предложение непрерывно запечатывать упаковки в процессе наполнения цилиндра молоком, как это происходит при изготовлении колбас, — во избежание попадания кислорода в упаковку — исходило от жены Раусинга Элизабет. В 1946 году инженер Харри Ерунд представил модель упаковочной машины, а в сотрудничестве со шведскими целлюлозно-бумажными предприятиями и иностранными химическими компаниями наконец удалось разработать пригодный для упаковки материал: картон покрывался полиэтиленом, что делало бумагу герметичной и позволяло запечатывать пакеты термосваркой во время их заполнения.

### История деятельности
Компания AB Tetra Pak была основана в Лунде (Швеция) в 1951 году. В мае того же года прессе представили новую упаковочную систему, а в 1952 году на местный молочный завод Лундаортенс поставили первый упаковочный автомат, предназначенный для фасовки сливок в пакеты тетраэдрической формы ёмкостью 100 мл. В последующие годы упаковки-тетраэдры все чаще можно было видеть на прилавках шведских гастрономов, и в 1954 году молочный завод в Стокгольме закупил первую линию по фасовке молока в пакеты по 500 мл. В том же году первая машина отправилась в Гамбург (Германия), затем последовали Франция (1954), Италия (1956), Швейцария (1957), а впоследствии — Советский Союз (1959) и Япония (1962).
Различные проекты — тетраэдр, асептическая технология упаковки, Tetra Brik — все это требовало огромных капиталовложений, поэтому финансовые трудности компании продолжились и в 1960-е годы. Коммерческий прорыв Tetra Pak произошёл лишь в середине 1960-х годов и был связан с выходом на рынок новой упаковки Tetra Brik в 1963 году, а также с развитием асептической технологии. Дополнительные средства удалось получить от продажи Åkerlund & Rausing в 1965 году; компания AB Tetra Pak осталась в тех же руках. В начале 1960-х годов началась международная экспансия: в 1960 году в Мексике был построен первый за пределами Швеции завод по производству упаковочного материала, а в 1962 году аналогичное предприятие появилось в США. В 1962 году асептическая машина Tetra Classic Aseptic впервые была установлена за пределами Европы, в Ливане. В конце 1960-х и в 1970-е годы произошла глобальная экспансия компании, во многом благодаря новой асептической упаковке Tetra Brik Aseptic, продажи которой начались в 1969 году. Она позволила выйти на новые рынки в развивающихся странах и стала мощным стимулом для роста продаж.

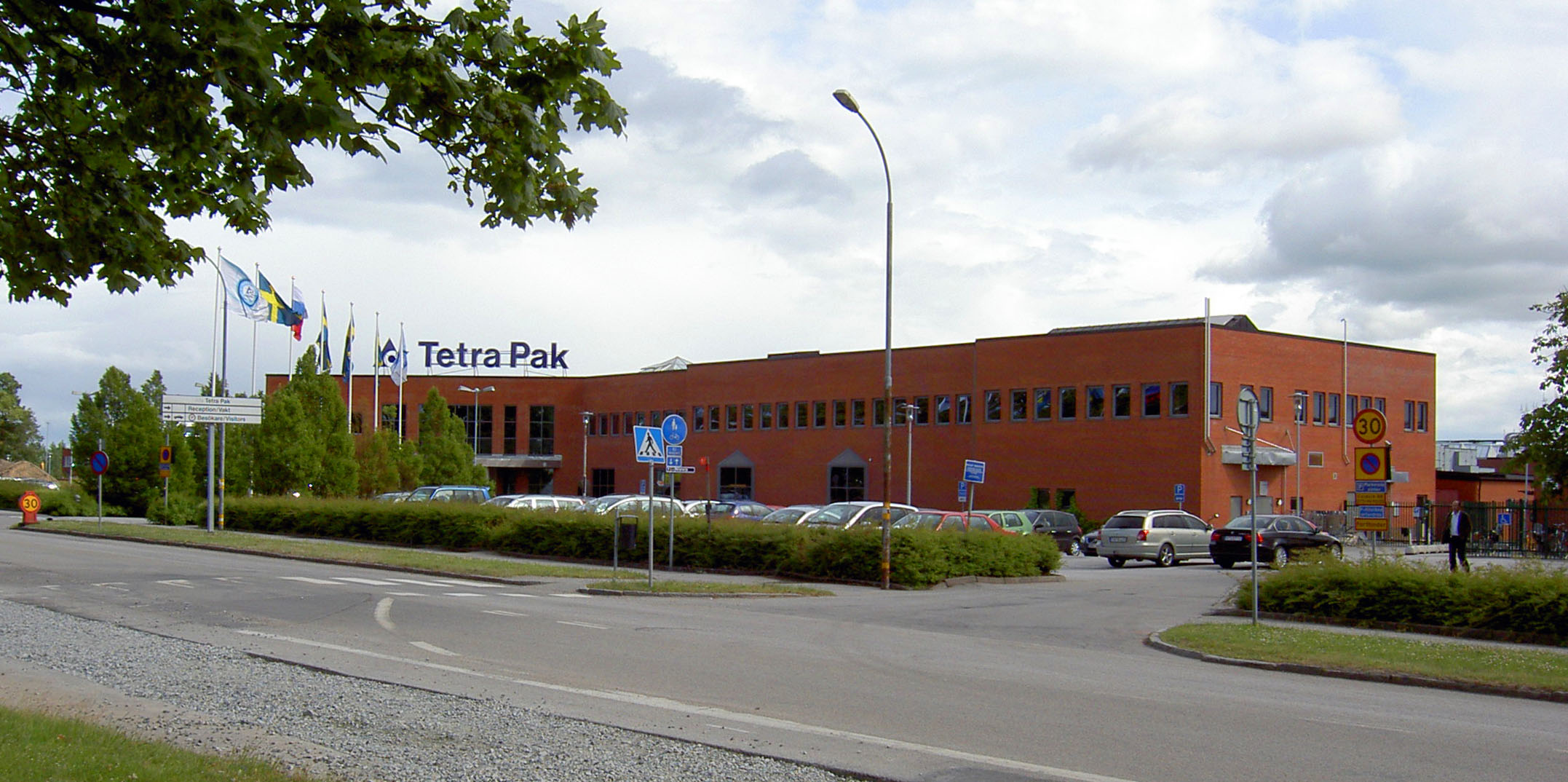
Офис компании с функциями штаб-квартиры в Лунде

### Слияния и поглощения
В 1981 году Tetra Pak переместила свою штаб-квартиру в Лозанну (Швейцария), однако все исследования и разработки по-прежнему проводились в Лунде. В 1991 году Tetra Pak приобрела шведскую компанию Alfa-Laval AB — мирового лидера в производстве оборудования для различных отраслей промышленности, в том числе и пищевой. Эта сделка стала крупнейшим на тот момент поглощением, осуществлённым в Швеции. Позволив Tetra Pak использовать технологии Alfa Laval в обработке пищевых продуктов, слияние компаний способствовало созданию комплексных решений по переработке и упаковке для заказчиков новой объединённой компании. Сделка привлекла к себе внимание антимонопольного ведомства Европейской комиссии, однако поглощение все же состоялось после того, как обе компании пошли на различные уступки.
После слияния с Alfa Laval Tetra Pak объявила о планах возвращения штаб-квартиры в Швецию, и в 1993 году был создан концерн Tetra Laval с объединёнными штаб-квартирами в Лунде и Лозанне. Подразделение Alfa Laval, занимавшееся обработкой жидкостей, было поглощено Tetra Pak, а та часть компании, которая специализировалась на производстве оборудования для молочных ферм, была выделена в отдельную структуру под названием Alfa Laval Agri. Alfa Laval Agri позднее переименовали в DeLaval, в честь основателя Alfa Laval Густава де Лаваля; эта компания по-прежнему входит в концерн Tetra Laval. Подразделение Alfa Laval, не связанное напрямую с деятельностью Tetra Pak — среди прочего, производившее теплообменники и сепарационное оборудование — в 2000 году было продано шведской финансовой группе Industri Kapital. В 2001 году Tetra Laval приобрела французскую группу Sidel, занимающуюся производством пластиковой упаковки. Слияние было запрещено Европейской комиссией на тех основаниях, что и Tetra Pak, и Sidel занимали лидирующие позиции на рынке в своём секторе и при этом работали в смежных областях. В конце концов Европейский суд вынес решение в пользу Tetra Laval.

## Собственники и руководство
Группа Tetra Laval контролируется холдинговой компанией Tetra Laval International, в совет директоров которой входят трое детей Гэда Раузинга. Семья Гэда Раузинга обладает контролем в компании.

## Деятельность
Интересы Tetra Pak по всему миру представляют 40 компаний, являющихся подразделениями Tetra Pak International SA. Компания работает более чем в 170 странах. Поскольку относительная стоимость конечной продукции Tetra Pak невелика, развивающиеся страны с самого начала стали важным рынком для компании.
В 2011 году годовой оборот компании составил 10,36 млрд евро. В отчёте Tetra Laval за 2010/2011 финансовый год сообщается, что особенно бурный рост деятельности Tetra Pak происходил на рынках Китая, Юго-Восточной Азии, Восточной Европы, а также Центральной и Южной Америки. Повышение доходов населения на этих рынках способствует большему потреблению богатых белками продуктов, в частности — молочных, и руководство Tetra Pak объявило об увеличении инвестиций в развивающиеся рынки на 10 % до более чем 200 млн евро (2009). Направив почти 200 млн евро на создание новых упаковочных заводов в России (2007) и Китае (2008), в 2011 Tetra Pak анонсировала строительство аналогичных предприятий в Индии и Пакистане, дабы удовлетворить растущий спрос. Предполагается, что новые заводы на Индийском полуострове также смогут обеспечить продукцией рынки Ближнего Востока, где наблюдается аналогичный рост. По данным газеты Financial Times, увеличение потребления молока на развивающихся рынках особенно коснулось ультрапастеризованного молока, которое легче поддаётся транспортировке и более безопасно; это благоприятно сказывается на бизнесе Tetra Pak, две трети продаж которой приходится на асептическую упаковку. Наиболее популярный продукт компании Tetra Pak — упаковка Tetra Brik Aseptic, являющаяся бестселлером с 1970-х годов. В мае 2011 года Tetra Pak начала производить первую асептическую картонную бутылку для молока под названием Tetra Evero Aseptic.
Ключевые цифры (2012):
- Заводы по производству упаковки: 42
- Число стран, где работает компания: 170
- Рыночные компании: 38
- Офисы продаж: 79
- Численность персонала: 22 896
- Количество упаковок, произведённых в 2011 (млн): 167 002
- Выручка в 2011 году (млн евро): 10 360

## Продукция

### Асептическая технология
Асептическая технология упаковки — главное изобретение Tetra Pak. При асептической обработке продукт и упаковка стерилизуются по отдельности, после чего упаковка наполняется продуктом и запечатывается в стерильных условиях. Когда асептическую упаковку наполняют ультрапастеризованным содержимым (жидкостью вроде молока или сока, либо переработанными продуктами, такими как овощи и фрукты), она может храниться без охлаждения до года.

### Упаковка
Tetra Classic — так называется первая упаковка, имеющая форму тетраэдра. Она была представлена Tetra Pak в 1952 году, асептическая версия появилась в 1961 году и используется до сих пор, в основном для порционных сливок, молока и детских соков.
Напоминающая по форме кирпич Tetra Brik была запущена в производство в 1963 году, чему предшествовал длительный и дорогостоящий процесс её разработки. Асептическая версия под названием Tetra Brik Aseptic появилась на рынке в 1969 году. Это наиболее популярная упаковка Tetra Pak по количеству проданных экземпляров.
Похожая на подушку Tetra Fino Aseptic была представлена в 1997 году, она разрабатывалась, чтобы снизить себестоимость производства и создать более простую упаковку.
Tetra Gemina Aseptic, выпущенная в 2007 году, была заявлена как «первая в мире рулонная упаковка с остроконечным верхом, отвечающая всем асептическим требованиям».
Tetra Prisma Aseptic появилась в 1997 году. Она имеет форму восьмигранника, что призвано сделать её более эргономичной.
Tetra Rex — прямоугольная с остроконечным верхом, впервые представлена шведским потребителям в 1966 году.
Tetra Recart была создана недавно в качестве альтернативы консервной упаковке таких продуктов, как овощи, фрукты и еда для домашних животных.
Tetra Top появилась на рынке в 1986 году: это прямоугольная упаковка со скруглёнными рёбрами и отвинчивающейся пластиковой крышкой, которая легко открывается и закрывается.
При разработке Tetra Wedge Aseptic учитывалась необходимость свести к минимуму количество используемого упаковочного материала, сохраняя при этом прямоугольное основание пакета. Эта упаковка была запущена в производство в 1997 году.
Tetra Evero Aseptic — самая недавняя разработка среди упаковок Tetra Pak; в 2011 году её представили как первую в мире асептическую картонную бутылку для молока, хранение которого возможно при комнатной температуре.

## Tetra Pak в Советском Союзе и России
В России продукция компании известна уже более полувека. В конце 1950-х годов правительство СССР подписало первый контракт с Tetra Pak на поставку оборудования для молочной промышленности, и вскоре несколько советских предприятий были оснащены линиями по упаковке жидких продуктов в Tetra Classic. В 1970-е годы с помощью Tetra Pak в Москве был построен Чертановский (впоследствии — Царицынский) молочный комбинат, на котором компания установила 20 упаковочных линий Tetra Brik.
В конце 1980-х годов в числе первых зарубежных компаний Tetra Pak приняла решение о создании совместных предприятий в Советском Союзе. В Липецке компания участвовала в совместном предприятии по производству соков, а в Подольске открыла мощности по сборке оборудования и сервисный центр. В Киеве и Тимашёвске были созданы совместные предприятия по выпуску упаковочного материала.
В июле 2022 года, после российского вторжения на Украину и введения санкций, компания покинула Россию, продав бизнес своей дочерней российской компании. Теперь это АО «Упаковочные Системы». Упаковка, которая упаковывалась в Tetra Pak, стала белой. С 1 октября производство цветной упаковки возобновилось.